# Pol-e Khomri
Pol-e Khomri ou Puli Khumri é uma cidade do Afeganistão localizada na província de Baghlan.